# Podișul Niculițel
Podișul Niculițel este o unitate de relief situată în partea nordică a Dobrogei, la est de Munții Măcin.